# イエスタデイ・ワンス・モア〜TRIBUTE TO THE CARPENTERS〜
『イエスタデイ・ワンス・モア〜TRIBUTE TO THE CARPENTERS〜』（イエスタデイ・ワンス・モア トリビュート・トゥ・ザ・カーペンターズ）は、2009年に発表された、日本のアーティスト14組によるカーペンターズのトリビュート・アルバム。

## 解説
2009年現在、カーペンターズの作品の日本発売権を持つユニバーサルミュージックからリリースされたがMONKEY MAJIKやつじあやの等、レーベルを超えて参加したアーティストも多い。
アルバムのトータル・プロデュースは門倉聡と根岸孝旨が担当し、一部楽曲については個々のプロデューサーが付いているものもある（下記参照）。
BENIによる「スーパースター」のカバーはNTTコミュニケーションズ「MUSICO」CMソングに使用され、MVも制作された。

## 収録曲
1. 青春の輝き (I NEED TO BE IN LOVE) - 鬼束ちひろ
  - プロデュース：坂本昌之
  - オリジナルは『見つめあう恋』収録
2. 愛のプレリュード (WE'VE ONLY JUST BEGUN) - 白鳥マイカ
  - オリジナルは『遙かなる影』収録
3. スーパースター (SUPERSTAR) - BENI
  - オリジナルは『カーペンターズ』収録
4. 雨の日と月曜日は (RAINY DAYS AND MONDAYS) - MONKEY MAJIK
  - プロデュース：MONKEY MAJIK
  - オリジナルは『カーペンターズ』収録
5. トップ・オブ・ザ・ワールド (TOP OF THE WORLD) - 佐藤竹善
  - オリジナルは『ア・ソング・フォー・ユー』収録
6. シング (SING) - ベッキー
  - オリジナルは『ナウ・アンド・ゼン』収録
7. オンリー・イエスタデイ (ONLY YESTERDAY) - 竹仲絵里
  - オリジナルは『緑の地平線〜ホライゾン』収録
8. インターミッション (INTERMISSION) - 根岸孝旨 feat. 植木智子
  - オリジナルは『ア・ソング・フォー・ユー』収録
9. マスカレード (THIS MASQUERADE) - akiko
  - オリジナルは『ナウ・アンド・ゼン』収録
10. 愛は夢の中に (I WON'T LAST A DAY WITHOUT YOU) - Ya-Kawl
  - プロデュース：亀田誠治
  - オリジナルは『ア・ソング・フォー・ユー』収録
11. ソリテアー (SOLITAIRE) - BEAT CRUSADERS
  - オリジナルは『緑の地平線〜ホライゾン』収録
12. ジャンバラヤ (JAMBARAYA (ON THE BAYOU) ) - 平松愛理
  - オリジナルは『ナウ・アンド・ゼン』収録
13. 遙かなる影 （(THEY LONG TO BE) CLOSE TO YOU） - つじあやの
  - オリジナルは『遙かなる影』収録
14. イエスタデイ・ワンス・モア (YESTERDAY ONCE MORE) - Song for Memories
  - プロデュース：鈴木康博
  - オリジナルは『ナウ・アンド・ゼン』収録

## 演奏ミュージシャン
- 門倉聡 - ピアノ、エレクトリックピアノ
- 根岸孝旨 - エレクトリックベース、ドラムス、アコースティック・ギター
- 小田原豊 - ドラムス、パーカッション
- 坂井秀彰 - パーカッション
- 佐橋佳幸 - エレクトリック・ギター、アコースティック・ギター、ペダル・スティール・ギター
- 村中靖愛 - ペダル・スティール・ギター
- 後藤秀人 - エレクトリック・ギター
- 植木智子 - コーラス
- 南部靖佳 - フルート、リコーダー
- 山本拓夫 - サックス

他